# 科扎茨凱

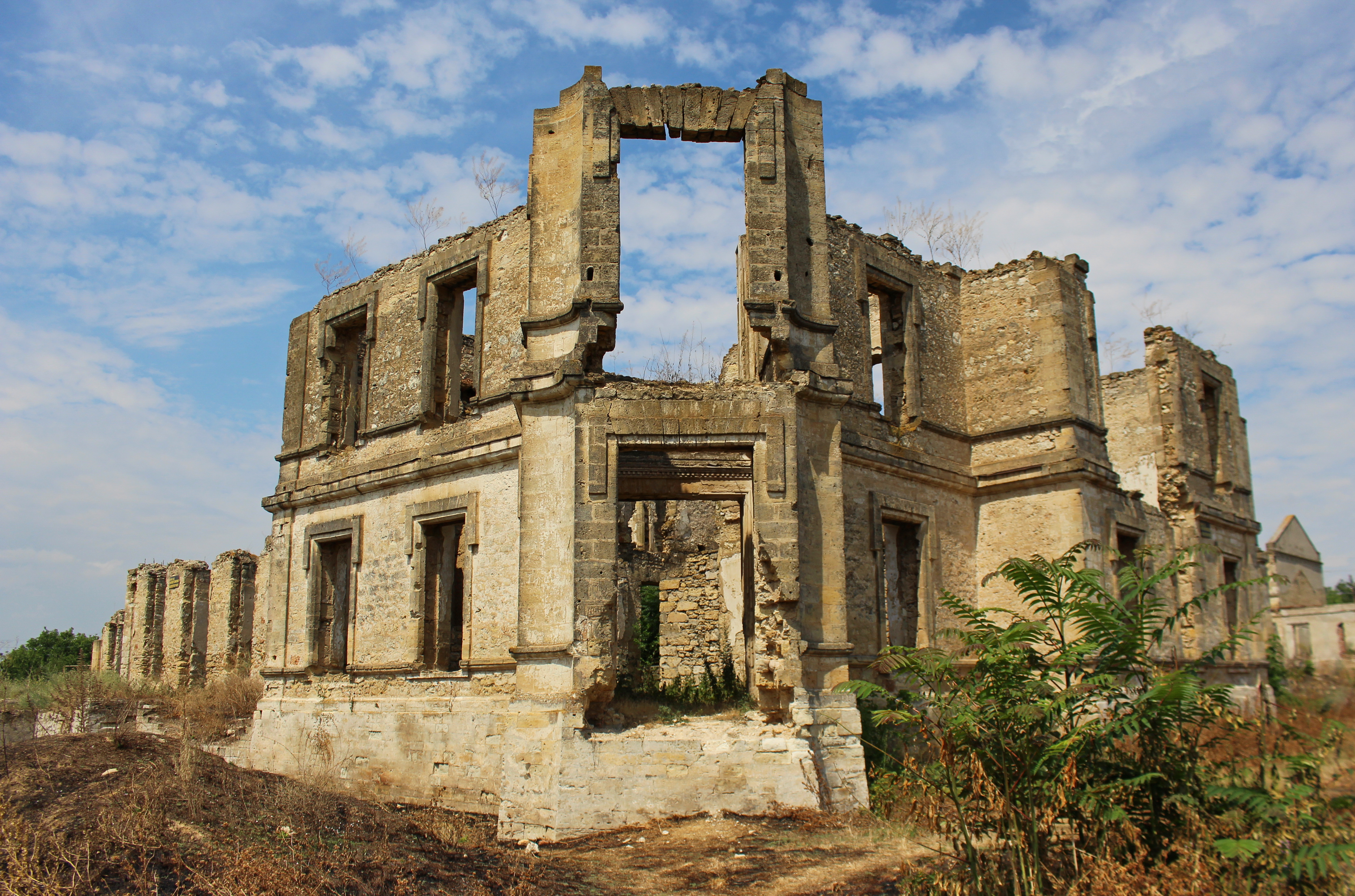
荒废的庄园

科扎茨凱（羅馬化：Kozatske）是烏克蘭南部赫爾松州卡霍夫卡區新卡霍夫卡市镇内的市級鎮。處於州府赫爾松東北面70公里。始建於1782年，面積0.953平方公里，2024年人口150，人口密度每平方公里3,977.96人。